# Scapeuseboides bicolor
Scapeuseboides bicolor är en skalbaggsart som beskrevs av Stefan von Breuning 1958. Scapeuseboides bicolor ingår i släktet Scapeuseboides och familjen långhorningar. Inga underarter finns listade i Catalogue of Life.